# Концерт для скрипки с оркестром (Нильсен)
Концерт для скрипки с оркестром, опус 33, D.F.61 ― произведение Карла Нильсена, написанное для венгерского скрипача Эмиля Тельманьи, зятя композитора. Примечательной особенностью концерта является то, что он состоит из двух частей, каждая из которых начинается с более медленной прелюдии.

## История и описание
Нильсен начал писать концерт летом 1911 года в Бергене (Норвегия), где он провёл некоторое время по приглашению Нины Григ, вдовы композитора Эдварда Грига. Работа над концертом была завершена только в середине декабря 1911 года.
Впервые это сочинение Нильсена было исполнено 28 февраля 1912 года, в тот же день впервые прозвучала его Третья симфония. Роберт Энрикес в своей положительной рецензии на композицию отмечал: «Концерт для скрипки с оркестром — это очень значимое произведение <…> Нильсен демонстрирует редкий талант и показывает нам, что он находится на верном пути к великим целям, которые он поставил перед собой».
В отличие от более поздних произведений Нильсена, концерт имеет отчётливую неоклассическую структуру. Композиция начинается со спокойной прелюдии, за которой следуют запоминающиеся оркестровые и скрипичные мелодии. Далее длинное и медленное адажио ведёт к финальному скерцо, в котором, как комментирует Нильсен, «нет ничего такого, что могло бы ослепить слушателя или произвести на него яркое впечатление».